# Маркіз Вотерфорд

Герб маркізів Вотерфорд.

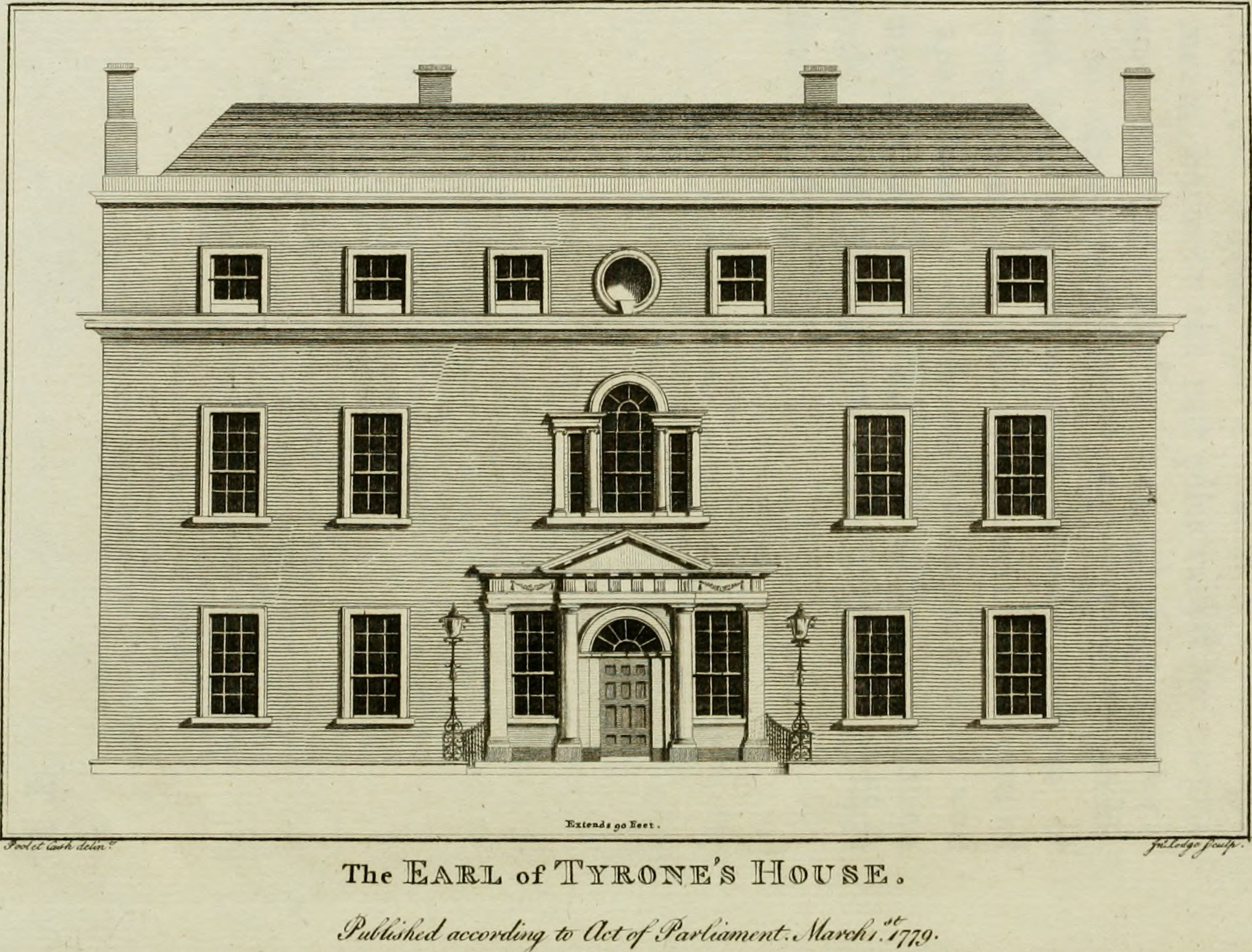
Тірон-Хаус, Дублін, спроектований Річардом Касселсом для баронета Бересфорда – І графа Тірон як його міський таунхаус у 1740 році.

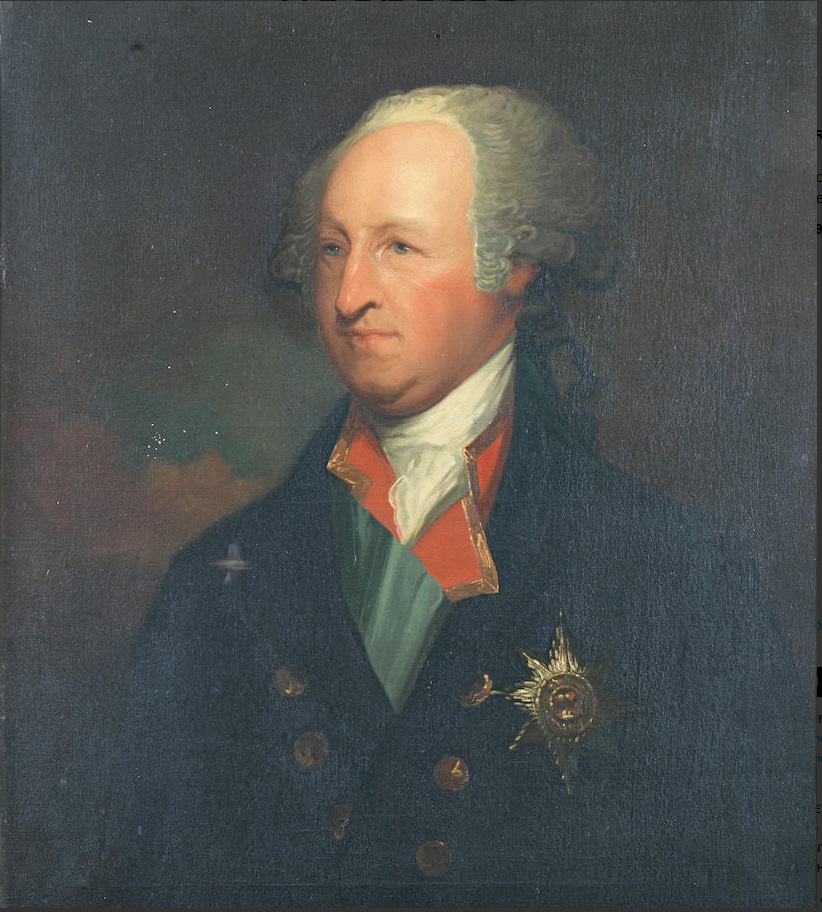
Джордж Бересфорд – І маркіз Вотерфорд.

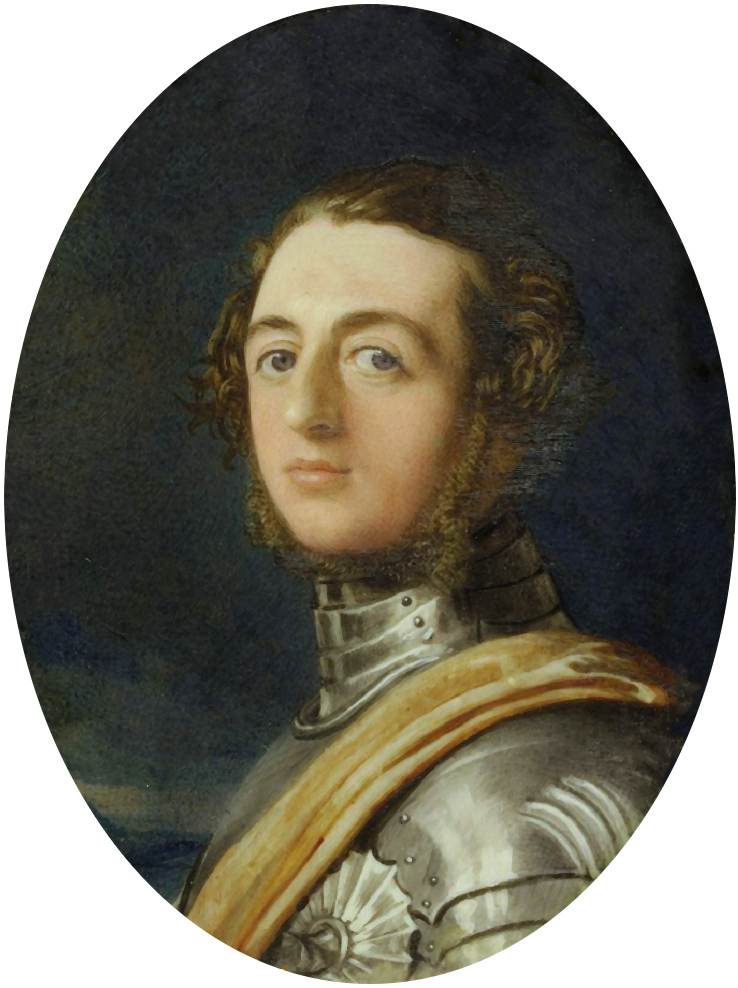
Генрі де ла Поер Бересфорд – III маркіз Вотерфорд.

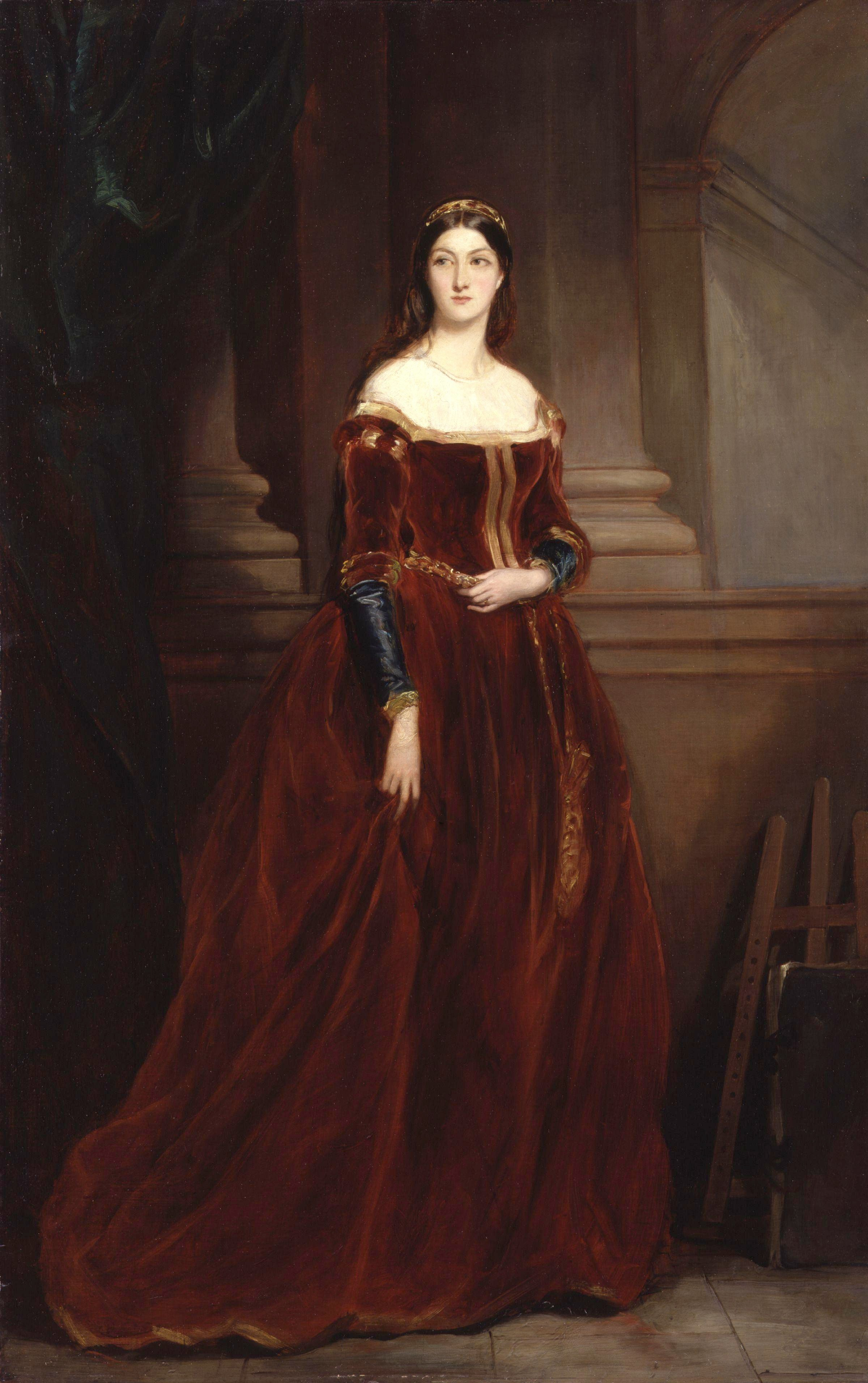
Дружина Генрі де ла Поер Бересфорда – Луїза.

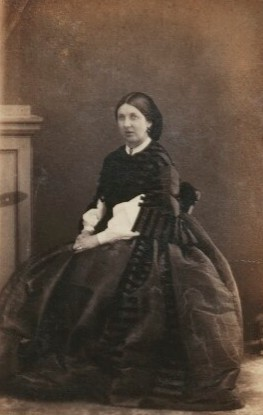
Крістіана Бересфорд – маркіза Вотерфорд.

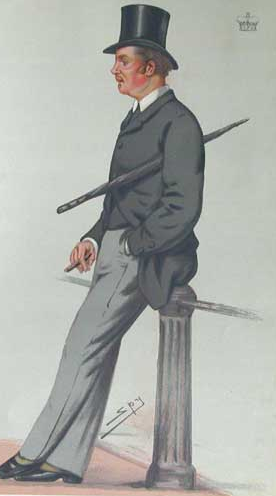
Джон Генрі де Ла Поер Бересфорд – V маркіз Вотерфорд. Карикатура.

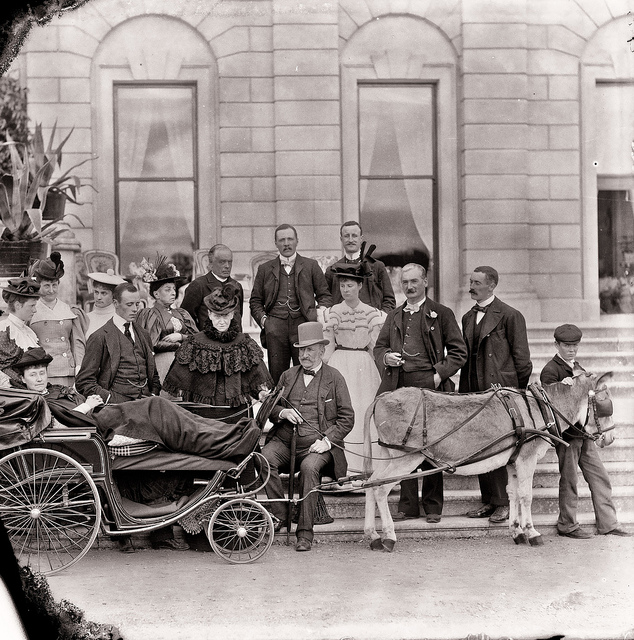
Святкування повноліття VI маркіза Вотерфорд.

Маркіз Вотерфорд (англ. - Marquess of Waterford) – аристократичний титул в перстві Ірландії.

## Гасло маркізів Вотерфорд
Nil nisi cruce – «Нічого крім хреста» (лат.)

## Історія маркізів Вотерфорд
Титул маркіз Вотерфорд був створений в перстві Ірландії в 1789 році для Джорджа Бересфорда – II графа Тірон.
Родина Бересфордів походить від Трістрама Бересфорда, що був родом з Англії, з графства Кент, але в XVII столітті переселився до Ірландії – належав до так званих «нових англійців».
Його старший син Трістрам Бересфорд був депутатом Палати громад Ірландії. 5 травня 1665 року він отримав титул баронета Колрейн з графства Деррі в баронетстві Ірландії. Сер Трістрам Бересфорд (помер 15 січня 1673) – I баронет Бересфорд з Колерейну був відомим  ірландським військовим діячем і політиком. Він був старшим сином Трістрама Бересфорда та його дружини Сюзанни Брук. Трістрам Бересфорд був одним із управляючий Корпорації лондонської плантації Деррі (компанії колонізації Ірландії англійськими колоністами), був обраний депутатом Палати громад парламенту Ірландії в 1634 році від графства Деррі. Потім він представляв графства Деррі, Донегал, Тірон з 1656 по 1658 рік у другому парламенті протекторату у Вестмінстері. Після Реставрації монархії він успішно балотувався від графства Деррі в ірландському парламенті 1661 року, утримуючи місце депутата протягом наступних п’яти років. У 1664 році його посвятили в лицарі, а 5 травня наступного року він отримав титул баронета Колрейн в графстві Деррі. Спочатку він одружився з Енн Роулі – старшою донькою Джона Роулі з Каслроу, що в графстві Деррі, першого мера Деррі та його дружини Мері Гейдж, і мав від неї сина та двох дочок. Після її смерті Трістрам Бересфорд одружився вдруге  на Сарі Саквіль. Від другої дружини він мав ще трьох синів і трьох дочок. Бересфорд помер 18 січня 1673 року і був похований у Колрейні через п’ять днів. Титул баронета успадкував його син  Рендал.
Рендал Бересфорд був обраний депутатом Палати громад Ірландії в 1661 році від Колрейна. Депутатом був до 1668 року. Через п’ять років він успадкував від батька титул баронета. 20 лютого 1662 року він одружився з Кетрін Еннеслі – донькою Френсіса Еннеслі – І віконта Валентія та його другої дружини Джейн Стенгоуп, і мав від неї трьох синів і двох доньок. Рендал Бересфорд помер у 1681 році й був похований у Сент-Мартін-ін-зе-Філдс у Лондоні. Титул баронета успадкував його син Трістрам.
Сер Трістрам Бересфорд (1669 — 16 червня 1701) – III баронет Бересфорд з Колрайн був відомим ірландським політиком. У 1681 році він успадкував від батька титул баронета.  Від час якобітських (вільямітських) війн він командував протестанським полком, посаду одержав від короля Англії Яковом II (прихильником католиків) у травні 1689 року. Але він був виправданий після «Славетної революції». Він був обраний депутатом Палати громад парламенту Ірландії в 1692 році від графства Деррі і був депутатом до 1699 року. У лютому 1687 року він одружився з Ніколою Софією Гамільтон – молодшою донькою Х’ю Гамільтона – І віконта Гленавлі, що служив у шведській армії, та його другої дружини Сусанни Бальфур, і мав від неї чотирьох дочок і сина. Його дружина виросла з Джоном Пауером – II графом Тіроном, і, згідно з сімейною легендою, вони обоє погодилися в дитинстві, що кожен, хто помре першим, повинен спробувати повернутися і повідомити іншому про загробне життя. У жовтні 1693 року Нікола одного ранку одягла чорну стрічку і на прохання чоловіка оголосила, що її друг помер. Незабаром після цього надійшов лист від стюарда графа, який підтверджував це. Вона також передбачила Бересфорду народження його сина, і коли в 1713 році священнослужитель представив їй документи, які змінили її вік на сорок сім років, вона оголосила про свою близьку смерть. Нікола розповіла подрузі, що в ніч після смерті графа з’явився його привид і дав їй інформацію про її майбутнє життя. Як доказ того, що це був не сон, на її зап’ясті з'явилася чорна мітка, яку вона пізніше закрила стрічкою. Після цього пояснення Нікола померла у присутності своєї подруги. Сам Трістрам Бересфорд помер у 1701 році, титул баронета успадкував його син Маркус, що пізніше отримав титул граф Тірон. Після смерті чоловіка в 1701 році Нікола вдруге вийшла заміж за генерала Річарда Горгеса з Кілбрю, графство Міт, і народила ще шістьох дітей. Незважаючи на романтичну сімейну легенду, її смерть у 1713 році, ймовірно, відбулася під час пологів з її молодшою донькою Люсі, яка вийшла заміж спочатку за Вільяма Сент-Лоуренса - XIV барона Хоута, від якого вона мала кількох дітей, а потім вдруге вийшла заміж за Ніколаса Велдона. Її зведена сестра Джейн Бересфорд вийшла заміж за відомого політика графства Міт Горгеса Лоутера: їхні нащадки досі носять титул барона Крофтон. Генерал Горгес вдруге одружився з Доротою Стопфорд («Графинею Долл») – дочкою Джеймса Стопфорда та Мері Форт, вдовою IV графа Міт.
Маркус Бересфорд – IV баронет Бересфорд з Колрайн успадкував титул баронета у віці 5 років. Його опікуном був III віконт Данганнон (1669 – 1706). Після смерті лорда Данганнона в 1706 році його вдова (тітка Бересфорда по материнській лінії) Арабелла – віконтеса Данганнон, стала опікункою Бересфорда. У 1715 – 1720 роках Маркус був депутатом Палати громад парламенту Ірландії від Колрейн. У 1720 році від отримав від короля Англії Георга І титул пера і став депутатом Палати лордів парламенту Ірландії. У 1736 році він став гросмейстером  Великої масонської ложі Ірландії. Маркус Бересфорд одружився з леді Кетрін – старшою донькою Джеймса де ла Поера – III графа Тірон. У 1720 році він отримав титули барона Бересфорд з Бересфорду, що в графстві Каван та віконта Тірон у перстві Ірландії. У 1746 році він отримав титул графа Тірон у перстві Ірландії. У 1767 році – через 4 роки після його смерті його вдова – графині Тірон була нагороджена титулом баронеси Ла Поер у перстві Ірландії.
Титули успадкував четвертий син (найстарший син, що на той час був живий) Джордж Піппі де ла Поер Бересфорд, що став II графом Тірон. Він же успадкував титул барона Ла Поер від своєї матері в 1769 році. У 1786 році він отримав титул барона Тірон з Гаверфордвеста, що в графстві Пембрук у перстві Великобританії. У 1789 році він отримав титул маркіза Вотерфорд в перстві Ірландії. Він отримав освіту в коледжі Кілкенні та Трініті-коледжі, Дублін. З 1757 по 1760 рік він був депутатом Палати громад парламенту Ірландії від Вотерфорду з 1757 по 1760 рік, а також від Колрайн з 1761 по 1763 рік, коли він успадкував титул графа свого батька, став депутатом Палати лордів парламенту Ірландії і був прийнятий до Таємної Ради Ірландії. Він був губернатором графства Вотерфорд з 1766 року та головним суддею цього графства з 1769 по 1800 рік, за цей час він став лицарем ордену Святого Патріка, отримав титул барона Тірон у перстві Великої Британії в 1786 році та отримав титул маркіза в 1789 році. 19 квітня 1769 року він одружився з Елізабет Монк (яка була двоюрідною сестрою Чарльза Монка – І віконта Монк та онукою по материнській лінії Генрі Бентінка – І герцога Портленд), і вони мали восьмеро дітей: 
- Маркус Бересфорд (березень 1771 – 8 серпня 1783) – лорд Ле Поер
- Генрі де ла Поер Бересфорд (1772 – 1826) – граф Тірон, II маркіз Вотерфорд (1772 – 1826), відомий політик
- Преподобний лорд Джон Джордж Бересфорд (1773 – 1862) – архієпископ Арма
- Лорд Джордж Томас Бересфорд (1781 – 1839) – відомий політик
- Леді Ізабелла Енн Бересфорд (28 травня 1776 – 7 травня 1850) – одружена з сером Джоном Бріджесом
- Леді Кетрін Бересфорд (11 вересня 1777 – 23 червня 1843)
- Леді Анна Бересфорд (26 липня 1779 – 27 листопада 1842)
- Леді Елізабет Луїза Бересфорд (2 лютого 1783 – 6 січня 1856) – одружена з сером Денісом Паком, а потім вдруге одружена з сером Томасом Рейнеллом – VI баронетом Рейнелл

Джордж Піппі Бересфорд також мав двох позашлюбних синів: Вільяма Карра Бересфорда – І  віконта Бересфорд, сера Джона Бересфорда – І баронета. Лорд Вотерфорд помер у 1800 році, і його титули перейшли до його старшого законного сина Генрі, який залишився живим.
Генрі Бересфорд був обраний депутатом Палати громад Ірландії від графства Деррі в 1790 році і балотувався у цьому виборчому окрузі до Акту об’єднання. У 1798 році він також був депутатом від Колрайн, але вирішив відмовитись від мандата. Генрі Бересфорд отримав титул маркіза Вотерфорд у 1800 році після смерті свого батька. Став кавалером ордена Святого Патріка 14 березня 1806 року. 29 серпня 1805 року Генрі Бересфорд одружився з леді Сюзанною Карпентер – донькою Джорджа Карпентера – II графа Тірконнелл та його дружини  Сари Делаваль. У них було троє дітей: 
- Леді Сара Елізабет Бересфорд (10 листопада 1807 – 13 жовтня 1884) – вийшла заміж за Генрі Джона Четвінд-Талбота – XVIII графа Шрусбері. У них було четверо синів і чотири дочки.
- Генрі Бересфорд (26 квітня 1811 – 29 березня 1859) – III маркіз Вотерфорд
- Джон де ла Поер Бересфорд (27 квітня 1814 – 6 листопада 1866) – IV маркіз Вотерфорд

Генрі Бересфорд – III маркіз Вотерфорд зумів «прославитись» низкою скандалів. Рано вранці в четвер, 6 квітня 1837 року Генрі Бересфорд і його друзі, що полювали на лисиць прибули в Мелтон-Моубрей до платної дороги Торп-Енд. Вони добряче випили віскі під час перегонів у Крокстоні, і, зрозуміло, охоронець попросив заплатити перед тим, як відчинити їм ворота. На жаль для нього йшов якийсь ремонт, а поруч валялися драбини, пензлі та горщики з червоною фарбою; маркіз та його друзі схопили їх і напали на охоронця, пофарбувавши його та констебля, який втрутився, у червоний колір. Потім вони прибили двері митної станції та пофарбували їх у червоний колір, перш ніж рушити в місто з викраденим обладнанням. Вони бешкетували на ринку та на вулицях, на ринковій площі та на Бертон-стріт, фарбуючи двері, тягнучи за дверні молотки та перекидаючи горщики з квітами. У готелі «Червоний лев» вони зірвали знак і кинули його в канал. У конторі «Старий лебідь» на Ринковій площі пофарбували різьблену лебедину табличку у червоний колір. (У 1988 році, коли старий Лебединий ґанок впав, сліди червоної фарби були знайдені на спині різьбленого лебедя, коли його вивозили на реставрацію). Вони також розгромили поштове відділення та банківську компанію Лестершир, а потім спробували перевернути екіпаж, у якому міцно спав чоловік. Поодинокі поліцейські намагалися втрутитися з певними проміжками часу і були побиті та розфарбовані червоною фарбою. Зрештою прибуло більше поліцейських і схопили одного з чоловіків - Едварда Рейнарда, якого помістили у в’язницю Брайдвелл. Інші друзі негайно повернулися та врятували його, зламавши три замки та побивши двох констеблів, погрожуючи їм убивством, якщо вони не дадуть ключ. Наступного дня піднявся переполох. Коли маркіз Вотерфорд нарешті протверезів, він заплатив за всю шкоду, завдану людям і майну, але компанія все одно постала перед судом присяжних Дербі в липні 1838 року. Їх визнали невинними в бунті проти корони, але оштрафували на 100 фунтів стерлінгів кожного – тоді це значна сума. Після цього інциденту увійшов в англійську мову вислів «розфарбувати місто в червоний колір». Наприкінці літа 1837 року маркіз і його друзі здійснили прогулянковий круїз на яхті «Шарлотта», що належала Королівській ескадрі яхт, до морського порту Бергена в Норвегії — нібито з метою досягти Північного полюса. Відповідно до статті в газеті «Таймс», маркіз Вотерфорд разом з місцевою дівчиною став учасником бешкетів, і його вдарила по голові «ранкова зірка» (зброя) місцевого сторожа. Життя маркіза було під загрозою, але він одужав після лікування в місцевій лікарні, і його поведінку розглядали в суді. Повідомлялося, що «Маркіз Вотерфорд повністю одужав, його судили в Бергені та винесли вирок, він був звільнений від звинувачення, а сторож — від усіх подальших судових переслідувань, сторож повинен сплатити витрати» — після втручання місцевого британського консула. У 1830 роках почали ширись чутки про «Весняного Джека на підборах» - хулігана, що вчиняв жорстокі і злі жарти з поліцейськими та жінками. Підозра впала на маркіза Вотерфорда і не безпідставно. Генрі Бресфорд мав неприємний досвід від спілкування з жінками та поліцейськими і вважається вирішив цим категоріям людей у такий спосіб помститись. Припускають, що Генрі  міг сконструювати (за допомогою друзів, які були експертами в прикладній механіці) якийсь пристрій для спеціальних черевиків на пружинних підборах і практикував фокуси з вогнем, щоб залякати своїх жертв. Помічали також вишитий герб із літерою «W» - збіг із територіальним позначенням його титулу. Маркіз Вотерфорд часто потрапляв у новини наприкінці 1830-х років через п’яні бійки, жорстокі жарти та вандалізм, і казали, що він робив усе заради парі. Його неадекватна поведінка та його презирство до жінок принесли йому прізвисько «Божевільний маркіз». Преподобний Е. С. Брюер у 1880 році засвідчив, що маркіз Вотерфорд «розважався, накидаючись на мандрівників зненацька, щоб налякати їх». У звіті 1838 року говорилося про «цей бурхливий аристократичний світ» і його «нічні примхи в околицях Мелтона», додаючи, що його «ім’я в багатьох колах сприймається з таким же жахом, як і ім’я самого Весняного Джека». У 1842 році лорд маркіз Вотерфорд одружився з Луїзою Стюарт – дочкою І барона Стюарта де Ротсея, оселився в Каррагмор-Хаус в Ірландії, де він, як повідомляється, вів зразкове життя, аж поки не загинув внаслідок нещасного випадку під час верхової їзди в 1859 році.
Титул успадкував його молодший брат Джон де ла Поер Бересфорд, що став IV маркізом Вотерфорд. Він був священиком. Джон Бересфорд отримав освіту в Ітоні та Трініті-коледжі, Кембридж. Працював в уряді Великобританії, був посадовцем в Маллагбрак, графство Арма, та священиком в соборі Святого Патріка, служачи під керівництвом свого дядька – лорда Джона. 20 лютого 1843 року він одружився з Крістіаною Леслі – дочкою Чарльза Пауелла Леслі II. У них було п’ятеро синів: 
- Джон Генрі де ла Поер Бересфорд (1844 – 1895) - граф Тірон, V маркіз Вотерфорд
- Лорд Чарльз Вільям де ла Поер Бересфорд (1846 – 1919) – барон Бересфорд, військово-морський офіцер
- Лорд Вільям Леслі де ла Поер Бересфорд (1847 – 1900) – відомий військовий діяч
- Лорд Маркус Телбот де ла Поер Бересфорд (1848 – 1922) – фахівець з конярства
- Лорд Делаваль Джеймс де ла Поер Бересфорд (1862 – 1906) – військовий діяч

Титул успадкував його старший син Джон Генрі Бересфорд. Він був відомим політиком, належав до партії консерваторів, служив в уряді лорда Солсбері в 1885 – 1886 роках. У 1865 році лорд Вотерфорд був обраний депутатом Палати громад парламенту від графства Вотерфорд. Наступного року він успадкував титул маркіза і отримав місце депутата в Палаті лордів парламенту. У 1868 році він став кавалером ордена Святого Патріка. У 1874 році він був призначений лордом-лейтенантом графства Вотерфорд і лишався на цій посаді до самої смерті. У 1879 році був прийнятий до Таємної ради Ірландії. У 1885 році він був приведений до присяги в Таємній Раді Великобританії. В історію та літературу ввійшов як вкрай нерозважлива людина – згадується так в кількох піснях, віршах, операх.
На сьогодні титул належить прапраправнуку IV маркізом Вотерфорд – Генрі Ніколасу де ла Поер Бересфорду, що став IX маркізом Вотерфорд успадкувавши титул від свого батька в 2015 році.

## Інші відомі люди родини Бересфорд
- Джон Бересфорд – п’ятий син І графа Тірон був відомим та впливовим державним діячем.
- Маркус Бересфорд – старший син Джона Бересфорда був депутатом парламенту Ірландії і преджставляв Дангарван.
- Вільям Бекресфорд був другим сином Маркуса Бересфорда, він був відомим політиком, належав до партії консерваторів.
- Мостін Бересфорд (1835 – 1911) – син Вільяма Бересфорда, був генералом британської армії.
- Едвард Бересфорд (1836 – 1896) – син Вільяма Бересфорда, був генерал-майором британської армії.
- Його преосвященство Джордж Бересфорд – другий син Джона Бересфорда, був єпископом Кілмора.
- Преподобний Маркус Бересфорд – син Джорджа Бересфорда, був архієпископом графства Арма.
- Джордж Бересфорд – син Маркуса Бересфорда, був відомим політиком.
- Вільям Бересфорд – сьомий син І графа тірон був архієпископом Туам, отримав титул барона Десіс в 1812 році.
- Лорд Джон Бересфорд – другий син І маркіза Вотерфорд був архієпископлм Арма.
- Лорд Джордж Бересфорд – молодший син І маркіза Вотерфорд був відомим політиком.
- Вільям Бересфорд – позашлюбний син І маркіза Вотерфорд був фельдмаршалом британської армії, отримавтитул віконта Бересфорд у 1823 році.
- Джон Бересфорд – позашлюбний син І маркіза Вотерфорд був відомим військовим, відомим  політиком, отримав титул баронета Бересфорд в 1814 році.
- Лорд Чарльз Бересфорд – другий син IV маркіза Вотерфорд був військово-морським командиром, відомим політиком, отримав титул барона Бересфорд в 1916 році.
- Лорд Вільям Бересфорд – третій син IV маркіза Вотерфорд був відомим військовим, отримав Хрест Вікторії.
- Лорд Маркус Бересфорд – четвертий син IV маркіза Вотерфорд служив при королівському дворі.

Старші сини маркізів Вотерфорд володіли титулом ввічливого звертання граф Тірон, а старші сини графа Тірон володіли титулом ввічливості лорд Ле Поер. Маркізи Вотерфорд очолювали клуб «Вайтс», до якого родина Бересфорд належала з XVIII століття.
Родинним гніздом маркізів Вотерфорд є замок Каррагмор, що поблизу Портло, графство Вотерфорд, Ірландія. Всі маркізи Вотерфорд, крім IV маркіза Вотерфорда, були нагороджені орденом Святого Патріка. VI маркіз Вотерфорд був останнім, хто отримав цю честь.

## Баронети Бересфорд з Колерайну (1665)
- Сер Трістрам Бересфорд (помер 1673) – І баронет Бересфорд
- Сер Рендал Бересфорд (помер 1681) – II баронет Бересфорд
- Сер Трістрам Бересфорд (1669 – 1701) – III баронет Бересфорд
- Сер Маркус Бересфорд (1694 – 1763) – IV баронет Бернсфорд (отримав титули барона Бересфорд та віконта Тірона в 1720 році та отримав титул графа Тірон в 1746 році)

## Графи Тірон (1746)
- Маркус Бересфорд (1694 – 1763) – І граф Тірон
- Джордж де Ла Поер Бересфорд (1735 – 1800) – II граф Тірон (отримав титул барона Ла Поер в 1769 році, отримав титул барона Тірон в 1786 році, отримав титул маркіза Вотерфорд в 1789 році)

## Маркізи Вотерфорд (1789)
- Джордж де Ла Поер Бересфорд (1735 – 1800) – І маркіз Вотерфорд
- Генрі де Ла Поер Бересфорд (1772 – 1826) – II маркіз Вотерфорд
- Генрі де Ла Поер Бересфорд (1811 – 1859) – III маркіз Вотерфорд
- Джон де Ла Поер Бересфорд (1814 – 1866) – IV маркіз Вотерфорд
- Джон Генрі де Ла Поер Бересфорд (1844 – 1895) – V маркіз Вотерфорд
- Генрі де Ла Поер Бересфорд (1875 – 1911) – VI маркіз Вотерфорд
- Джон Чарльз де Ла Поер Бересфорд (1901 – 1934) – VII маркіз Вотерфорд
- Джон Губерт де Ла Поер Бересфорд (1933 – 2015) – VIII маркіз Вотерфорд
- Генрі Ніколас де ла Поер Бересфорд (нар. 1958) – IX маркіз Вотерфорд

Спадкоємцем титулу є син нинішнього власника титулу Річард Джон де ла Поер Бересфорд, граф Тайрон (народився в 1987 році), професійний гравець у поло, відомий як Річард Ле Поер.